# Iglesia de San Simeon Piccolo
La iglesia de los Santos Simeón y Judas (en italiano: Chiesa dei Santi Simeone e Giuda, coloquialmente San Simeon Piccolo, es un edificio religioso situado en el sestiere  de Santa Croce, en el Gran Canal de Venecia, Italia, a la derecha del Palazzo Adoldo y frente a la estación de Venecia Santa Lucia.
No se debe confundir con la cercana iglesia de San Simeone Grande; los adjetivos grande y piccolo (grande y pequeño en italiano) se referían a las dimensiones de los edificios antes de que en el siglo XVIII San Simeon Piccolo recibiera su imponente aspecto actual.

## Historia
Según la tradición, la iglesia fue fundada en el siglo IX por las familias Adoldi y Briosi. La parroquia se debió instituir en el siglo XI, época en la que se realizó una primera división administrativa de la ciudad.
Con el paso de los siglos, el edificio sufrió varias intervenciones hasta su completa reconstrucción en los años veinte del siglo XVIII según el proyecto de Giovanni Antonio Scalfarotto. Las obras se concluyeron el 27 de abril de 1738 con la consagración de la iglesia, oficiada por monseñor Gaspare Negri, obispo de Cittanova (Istria), antiguo sacerdote estudiante de esta iglesia.
Hasta 1807 la iglesia era una colegiata, por tanto allí había un pequeño capítulo compuesto por dos sacerdotes titulados que ayudaban al párroco en la gestión de la parroquia. Con el tiempo, sin embargo, el espíritu comunitario vendría a menos y fue solo el párroco quien se ocupó de la cura de las almas y de la administración de los sacramentos.
Además, por ser filial de la Basílica de San Pietro di Castello, sus sacerdotes tenían la obligación de asistir a la bendición del sábado santo en la matriz, recibiendo el agua bendita para su baptisterio.
En 1807, bajo el Reino de Italia de Napoleón, se suprimió el capítulo pero la iglesia mantuvo su papel de parroquia y englobó la circunscripción de San Simeon Grande. En 1810, sin embargo, la situación de invirtió y fue San Simeon Piccolo quien pasó a ser sucursal de San Simeon Grande.
Cerrada durante unos años al culto, en tiempos recientes la iglesia se ha confiado a la Fraternidad Sacerdotal de San Pedro.

## Descripción
Es una de las iglesias más significativas de la ciudad, al menos en cuanto a su aspecto exterior, debido a que se destaca respecto a los otros edificios y a que está prácticamente de frente para quien sale de la estación de trenes, al otro lado del Gran Canal. Fue uno de los primeros edificios plenamente neoclásicos de Italia.

### Exterior
El edificio tiene una inusual planta circular. Quizá se inspira en el Panteón de Roma: un cuerpo cilíndrico y esbelto con una cúpula revestida de cobre y una pronaos corintia con tímpano triangular donde se encuentra un bajorrelieve de mármol titulado Il martirio dei Santi titolari ("El martirio de los santos titulares") de Francesco Cabianca del siglo XVIII.
Se debe observar que la cúpula tiene una forma de casquillo oval y se desarrolla en altura, lo que da al complejo un ligero carácter vertical, acentuado por la linterna en forma de templete. Se aprecia además la influencia de la tradición bizantina y el estilo de Palladio.

### Interior
El interior no alberga grandes obras de arte, pero se deben mencionar las siguientes: en el primer altar a la derecha el lienzo San Francesco di Paola sorretto da un angelo e san Gaetano da Thiene ("San Francisco de Paula sujetado por un ángel y san Gaetano da Thiene") de Antonio Marinetti, llamado il Chiozzotto; en el segundo altar los Santi Simeone e Giuda ("Santos Simón y Judas"), pala de Mattia Bortoloni del siglo XVIII, atribuida a Francesco Polazzo; en el primer altar a la izquierda la Sacra famiglia ("Sagrada Familia") de Tomaso Bugoni y en el segundo altar a la izquierda un Martirio di Santa Dorotea de Angelo Venturini. En el altar de la sacristía hay un cruifijo de mármol atribuido a Giovanni Marchiori. En la antesacrestía contigua, una construcción juvenil de Tommaso Temanza, hay un pequeño relieve encima del lavabo, La probatica piscina de Marchiori, con el retrato del autor en la parte baja.

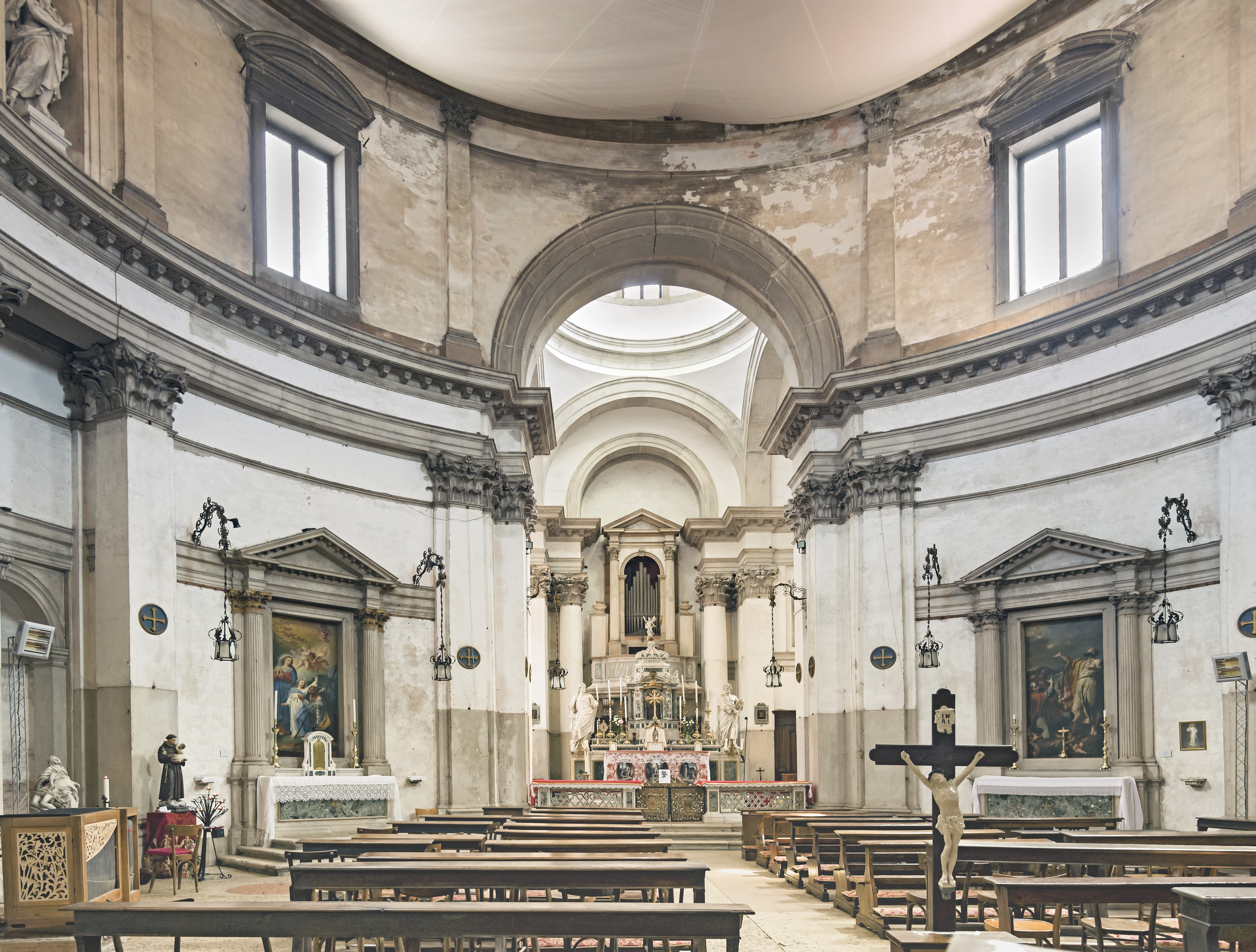
Vista del interior de la iglesia.

### Cripta
Bajo la iglesia se encuentra un interesante sótano decorado con frescos que representan escenas del Via Crucis y del Antiguo Testamento. Consiste en dos largos pasillos que se cruzan en una estancia octogonal, que tiene un altar en el medio. Tiene veintiuna capillas, ocho de las cuales tapiadas y sin explorar. Esta cripta contiene sobre todo sepulcros de parroquianos de quienes no es posible conocer su identidad.

## La Fraternidad Sacerdotal de San Pedro

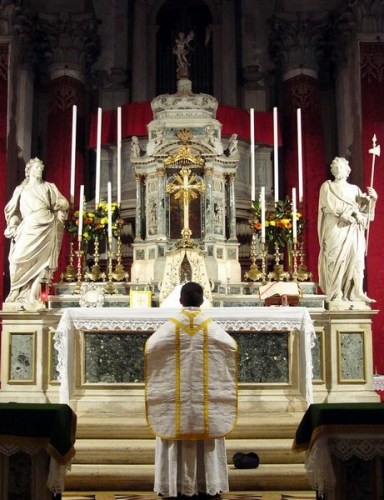
Messa bassa en el Altar Mayor de San Simeon Piccolo.

El edificio fue iglesia parroquial y luego iglesia dependiente de San Simeon Grande.
En 2006, el patriarca de Venecia, el cardenal Angelo Scola confió la iglesia a la Fraternidad Sacerdotal de San Pedro nombrando al padre Konrad zu Loewenstein, FSSP, capellán para los fieles que siguen la liturgia según la forma extraordinaria del Rito Romano. El capellán de San Simeon celebra la Santa Misa cotidiana y festiva, confiesa y da clases de doctrina católica.
El 6 de marzo de 2010, en ocasión de la visita pastoral, el cardenal Angelo Scola, patriarca de Venecia, asistió en esta iglesia a la Santa Misa en la forma extraordinaria del Rito Romano celebrada por el Padre Konrad zu Löwenstein, FSSP.